# غوبال راجو
غوبال راجو (بالإنجليزية: Gopal Raju)‏ هو شخصية أعمال وصحفي ومؤلف أمريكي، ولد في 3 يناير 1928 في نيويورك في الولايات المتحدة، وتوفي في 10 أبريل 2008.